# Castilly
Castilly är en kommun i departementet Calvados i regionen Normandie i norra Frankrike. Kommunen ligger i kantonen Isigny-sur-Mer som ligger i arrondissementet Bayeux. År 2018 hade Castilly 306 invånare.

## Befolkningsutveckling
Antalet invånare i kommunen Castilly
Referens: INSEE